# Municipio de McGinnis
El municipio de McGinnis (en inglés: McGinnis Township) es un municipio ubicado en el condado de McLean en el estado estadounidense de Dakota del Norte. En el año 2010 tenía una población de 58 habitantes y una densidad poblacional de 0,62 personas por km².

## Geografía
El municipio de McGinnis se encuentra ubicado en las coordenadas 47°43′30″N 101°24′40″O / 47.72500, -101.41111. Según la Oficina del Censo de los Estados Unidos, el municipio tiene una superficie total de 93.49 km², de la cual 91,74 km² corresponden a tierra firme y (1,87 %) 1,75 km² es agua.

## Demografía
Según el censo de 2010, había 58 personas residiendo en el municipio de McGinnis. La densidad de población era de 0,62 hab./km². De los 58 habitantes, el municipio de McGinnis estaba compuesto por el 98,28 % blancos, el 1,72 % eran amerindios. Del total de la población el 5,17 % eran hispanos o latinos de cualquier raza.